# الانتحار في فرنسا

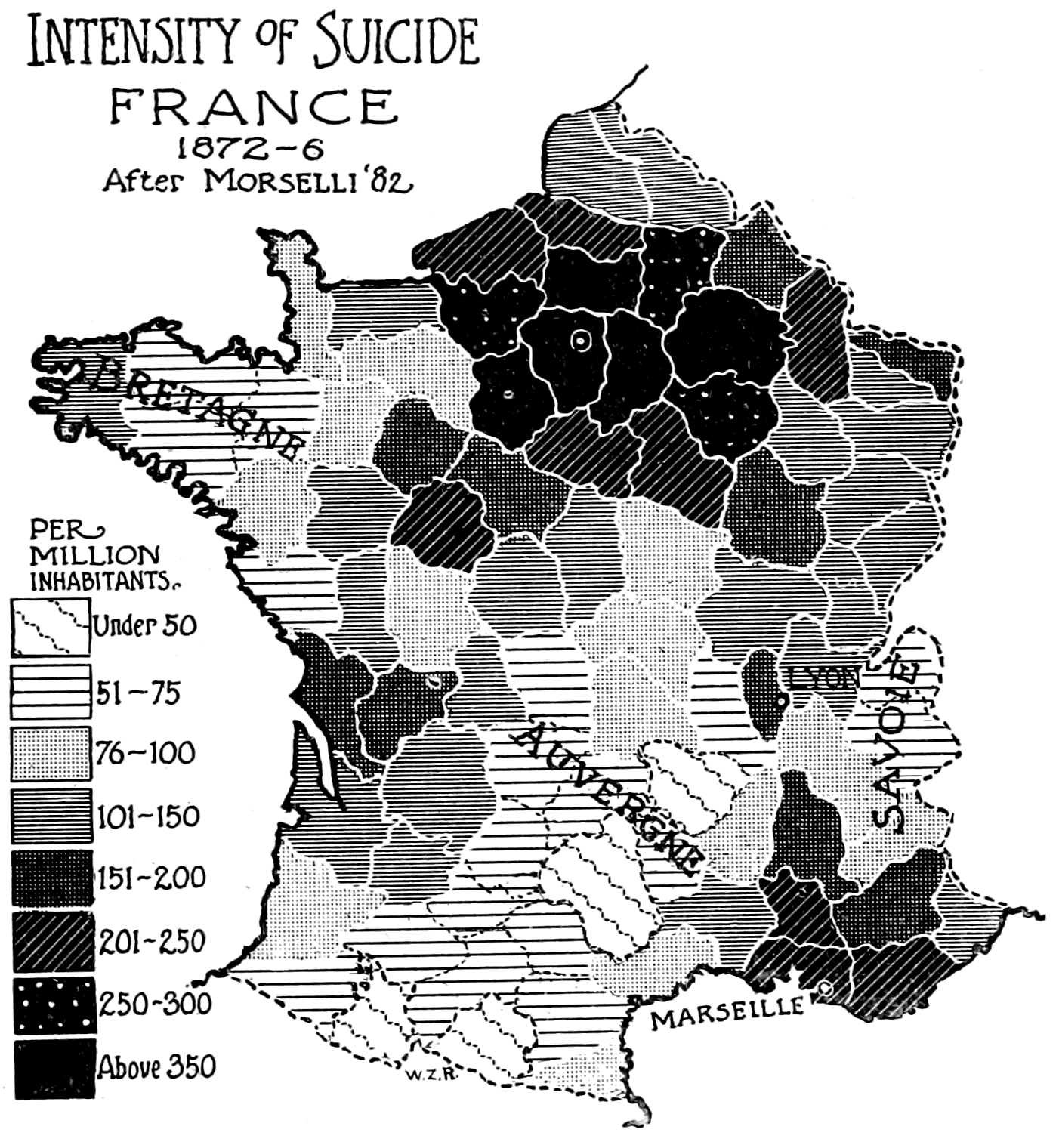

وفقا لتقرير منظمة الصحة العالمية بشأن الانتحار لسنة 2012، احتلت فرنسا المرتبة ال47 من بين 170 بلد أدرج في التقرير. حيث بلغت حالات الانتحار في فرنسا 12.3 حالة من بين كل 100 ألف شخص خلال سنة 2012، وهو معدل أعلى مما سجل بجارتيها ألمانيا والمملكة المتحدة. وقد بلغ معدل الانتحار في صفوف الرجال الفرنسيين نسبة 19.3 لكل 100 ألف شخص، وهو رقم أعلى بثلاث مرات مما هو مسجل لدى النساء في فرنسا، والذي يصل إلى 6 لكل 100 ألف شخص وفقا دائما لتقرير منظمة الصحة العالمية.
وقد استحوذت حالات الانتحار داخل شركة فرانس تيليكوم على اهتمام وسائل الإعلام سنة 2009، وقد رأى البعض أن السبب يعود إلى عملية إعادة هيكلة الشركة بعد خصخصتها.

## مقالات ذات صلة
- قائمة الدول حسب نسبة الانتحار.